# بلکس (ایلینوی)
بلکس (به انگلیسی: Blacks) یک منطقهٔ مسکونی در ایالات متحده آمریکا است که در شهرستان آدامز، ایلینوی واقع شده‌است. بلکس ۲۲۰٫۹۸ متر بالاتر از سطح دریا واقع شده‌است.